# 神機營掌印管理大臣
神機營掌印管理大臣，或稱佩帶神機營印鑰，為清朝總管神機營之職官，定額1人，由皇帝於和碩親王、多羅郡王內特簡兼充。

## 建置
道光十九年（1839年），御前大臣奕紀奏請建置神機營，設職鑄印，置神機營管理大臣，但未練成營兵。咸豐十一年（1861年）十二月，辛酉政變後，改訂官制，設神機營掌印管理大臣，掌握神機營印信與全營政令，僅授予親王、郡王。先後有恭親王奕訢、科爾沁扎薩克親王伯彥訥謨祜、醇親王奕譞、端郡王載漪、慶親王奕劻擔任，下設神機營管理大臣、總理全營事務翼長、五處總理翼長等職官。